# Acido 3-idrossi-3-metilglutarico
L'acido 3-idrossi-3-metilglutarico è un composto chimico di formula C6H10O5 che in condizioni standard si presenta come un solido.

## Caratteristiche strutturali e fisiche
Appartiene alla classe dei composti noti come acidi grassi idrossilati. È un acido dioico derivato dall'acido glutarico, in cui uno dei due atomi di idrogeno in posizione 3 è sostituito da un gruppo idrossilico, mentre l'altro è sostituito da un gruppo metilico. Il composto risulta solubile in acqua.
| N. di atomi pesanti                | 11                                |
| N. di donatori di legami idrogeno  | 3                                 |
| N. di accettori di legami idrogeno | 5                                 |
| N. di legami ruotabili             | 4                                 |
| Massa monoisotopica                | 162,05282342 u                    |
| Superficie polare                  | 94,8 Å²                           |
| Sezione d'urto                     | 123,66 Å² [M-H]- 135,9 Å² [M+Na]+ |

| Rifrattività   | 34,14 m³/mol |
| Polarizzabilià | 14,55 Å³     |

## Abbondanza e disponibilità
È naturalmente presente in T. usneoides, P. vulgaris, B. echinolabium e in L. usitatissimum.

## Sintesi
Può essere sintetizzato dall'acido glutarico.

## Reattività e caratteristiche chimiche
In base alla costante di dissociazione acida (pKa), si tratta di un acido debole. È un composto progenitore di altri prodotti di trasformazione, tra cui il viscumneoside VII, il viscumneoside IV e lo ianutone D.

### Spettri analitici
- 1H NMR[15]
- 13C NMR[16]
- 1H-13C NMR
- GC-MS
- MS-MS[6]
- LC-MS[17]
- FTIR[18]
- ATR-IR[19]
- Raman[20]

## Biochimica
Il composto ha una carica fisiologica pari a -2. Il composto è presente nel citoplasma, a livello della membrana cellulare, negli adipociti e nella placenta.
L'acido 3-idrossimetilglutarico è un metabolita che si accumula nelle urine e nella saliva dei pazienti affetti da aciduria 3-idrossi-3-metilglutarica, un raro errore congenito del metabolismo (OMIM 246450). Questa condizione è causata da una ridotta attività enzimatica della 3-idrossi-3-metilglutaril-CoA liasi mitocondriale, l'enzima che catalizza l'ultimo passaggio della degradazione della leucina e svolge un ruolo chiave nella formazione dei corpi chetonici.
Il composto è stato inoltre associato al carcinoma del colon-retto e all'esofagite eosinofila.

## Farmacologia e tossicologia

### Farmacodinamica
Agisce interferendo con le fasi enzimatiche coinvolte nella conversione dell'acetato in idrossimetilglutaril coenzima A, oltre a inibire l'attività dell'idrossimetilglutaril-CoA reduttasi, che rappresenta l'enzima limitante della velocità nella biosintesi del colesterolo.

### Effetti del composto e usi clinici
Si tratta di una statina in grado di ridurre i livelli di colesterolo, trigliceridi, β-lipoproteine sieriche e fosfolipidi.

### Tossicologia
È un composto potenzialmente tossico ma non cancerogeno.